# Ham-sur-Heure-Nalinnes
Ham-sur-Heure-Nalinnes (wa. Han-Nålene) – miejscowość i gmina w Belgii, w Regionie Walońskim, w prowincji Hainaut, w okręgu Thuin. 1 stycznia 2024 r. liczyła 13 825 mieszkańców. Powierzchnia gminy wynosi 45,71 km², a jej gęstość zaludnienia wynosi 302 osoby/km².

## Podział administracyjny
W skład gminy wchodzi pięć dzielnic (section):
- Cour-sur-Heure
- Ham-sur-Heure
- Jamioulx
- Marbaix-la-Tour
- Nalinnes